# Барра-ду-Пираи (микрорегион)

Барра-ду-Пираи на карте.

Барра-ду-Пираи (порт. Microrregião de Barra do Piraí) — микрорегион в Бразилии, входит в штат Рио-де-Жанейро. Составная часть мезорегиона Юг штата Рио-де-Жанейро. Население составляет 	175 182	 человека (на 2010 год). Площадь — 	2362,091	 км². Плотность населения — 	74,16	 чел./км².

## Демография
Согласно сведениям, собранным в ходе переписи 2010 г. Национальным институтом географии и статистики (IBGE), население микрорегиона составляет:						
| Полное население                             | Полное население                             | Полное население                             | Полное население                             | 175 182 |
| -------------------------------------------- | -------------------------------------------- | -------------------------------------------- | -------------------------------------------- | ------- |
| в том числе:                                 | Городское население                          | 160 140                                      | Процент городского населения, %              | 91,41   |
|                                              | Сельское население                           | 15 042                                       | Процент сельского населения, %               | 8,59    |
|                                              | Мужское население                            | 83 815                                       | Процент мужского населения, %                | 47,84   |
|                                              | Женское население                            | 91 367                                       | Процент женского населения, %                | 52,16   |
| Плотность населения, чел/км²                 | Плотность населения, чел/км²                 | Плотность населения, чел/км²                 | Плотность населения, чел/км²                 | 74,16   |
| Население микрорегиона в % к населению штата | Население микрорегиона в % к населению штата | Население микрорегиона в % к населению штата | Население микрорегиона в % к населению штата | 1,10    |

## Статистика
- Валовой внутренний продукт на 2003 год составляет 1 116 430 627,00 реалов (данные: Бразильский институт географии и статистики).
- Валовой внутренний продукт на душу населения на 2003 год составляет 6614,33 реалов (данные: Бразильский институт географии и статистики).

## Состав микрорегиона
В составе микрорегиона включены следующие муниципалитеты:
1. Барра-ду-Пираи
2. Риу-дас-Флорис
3. Валенса